# かみさまのおはなし
『かみさまのおはなし』は、藤田ミツによる日本の童話。
1930年に赤橋幼稚園を創立した藤田ミツが日本神話を子ども向けに分かりやすくと1940年に『カミサマノオハナシ』として書き上げた童話。日本で初めての子ども向け古事記と言われている。挿画は中西良男の指導のもと宇治山田市早修国民学校（現・伊勢市立早修小学校）の7人の児童が描いた。
1966年にはカタカナ書きを現代仮名遣いに改めた『かみさまのおはなし』が出版された。